# إميلي ويبلي سميث
إميلي ويبلي سميث (بالإنجليزية: Emily Webley-Smith)‏ مواليد 14 يوليو 1984 في برستل، هي لاعبة كرة مضرب بريطانية تلعب باليد اليمنى وتحتل حالياً المرتبة رقم. 319 (05 أكتوبر 2015) في تصنيف رابطة محترفات كرة المضرب. أعلى تصنيف لها في الفردي كان المركز الـ 240 في سنة 2011.

## الخط الزمني للأداء
مفتاح
| ف | ن | ن.ن | ر.ن | د# | د.م | ل | أ.أ | ت | غ | ب | ف | ذ | م.خ | ل.ت |

(ف) فاز بالبطولة (ن) وصل النهائي (ن.ن) نصف النهائي (ر.ن) ربع النهائي (د#) الأدوار الأربعة الأولى (د.م) دور المجموعات (ل) شارك في كأس ديفيز (أ.أ) خرج من الأدوار الاولى (ت) خسر التصفيات التأهيلية (غ) غاب عن الحدث أو البطولة (ب) حصل على ميدالية برونزية (ف) حصل على ميدالية فضية (ذ) حصل على ميدالية ذهبية (م.خ) بطولة الماسترز خُفضت إلى مرتبة أقل (ل.ت) البطولة لم تعقد في السنة المعينة.
لتجنب الارتباك وازدواجية الحساب، يتم تحديث هذه المعلومات إما في نهاية البطولة، أو عندما تكون مشاركة اللاعب في البطولة قد انتهت.
| الدورة            | 2002 | 2003 | 2004 | 2005 | 2006 | 2007 | 2008 | 2009 | 2010 | 2011 | 2012 | 2013 | إجمالي ف/خ |
| ----------------- | ---- | ---- | ---- | ---- | ---- | ---- | ---- | ---- | ---- | ---- | ---- | ---- | ---------- |
| أستراليا المفتوحة | غ    | غ    | غ    | غ    | غ    | غ    | غ    | غ    | غ    | غ    | غ    | غ    | 0–0        |
| فرنسا المفتوحة    | غ    | غ    | غ    | غ    | غ    | غ    | غ    | غ    | غ    | غ    | غ    | غ    | 0–0        |
| بطولة ويمبلدون    | ت1   | ت1   | د2   | ت1   | غ    | ت1   | غ    | ت1   | ت1   | د1   | ت1   | ت1   | 1–2        |
| أمريكا المفتوحة   | غ    | غ    | غ    | غ    | غ    | غ    | غ    | غ    | غ    | غ    | غ    | غ    | 0–0        |

- إجمالي ف/خ = إجمالي الفوز والخسارة

## روابط خارجية
- إميلي ويبلي سميث على موقع رابطة محترفات التنس (الإنجليزية)
- إميلي ويبلي سميث على موقع الاتحاد الدولي لكرة المضرب (الإنجليزية)
- إميلي ويبلي سميث على موقع خلاصة التنس.كوم (الإنجليزية)
- إميلي ويبلي سميث على موقع إي إس بي إن.كوم (الإنجليزية)